# كلود أ. باس
كلود أ. باس (بالإنجليزية: Claude A. Buss) هو مؤرخ أمريكي، ولد في 29 نوفمبر 1903 في صنبوري في الولايات المتحدة، وتوفي في 17 نوفمبر 1998 في بالو ألتو في الولايات المتحدة.